# 1252 Celestia
1252 Celestia è un asteroide della fascia principale del diametro medio di circa 17,39 km. Scoperto nel 1933, presenta un'orbita caratterizzata da un semiasse maggiore pari a 2,6957305 UA e da un'eccentricità di 0,2042272, inclinata di 33,88832° rispetto all'eclittica.
L'asteroide è dedicato a Celestia Whipple, madre dello scopritore.